# 帯広市立大空学園義務教育学校
帯広市立大空学園義務教育学校（おびひろしりつ おおぞらがくえんぎむきょういくがっこう）は、北海道帯広市にある義務教育学校。

## 概要
帯広市で初めての義務教育学校である。9年の教育課程を初等部4年（1〜4年生）、中等部3年（5〜7年生）、高等部2年（8、9年生）と分けている。

## 沿革
大空中学校の生徒数は、1988年（昭和63年）にピークを迎え、それ以降減少しつつあった。また、大空小学校も1983年（昭和58年）に児童数のピークを迎え、それ以降減少しつつあった。両校の通学区域である大空地区及び南の森地区では少子高齢化が進み、将来にわたり児童・生徒数が減少し、両校の小規模化が進むことが予想された。そこで、帯広市は2019年（平成31年）「帯広市立大空中学校 適正規模の確保等に関する実施計画」を揚げ、その計画に沿って両校が統合し、帯広市立大空学園義務教育学校が開校した。

### 年表
- 2022年（令和4年）
  - 4月1日 - 帯広市立大空小学校と帯広市立大空中学校との統合により開校[5]。
  - 4月8日 - 開校式と最初の始業式及び第1回入学式（7年生(中学1年生相当)は午前・1年生は午後）挙行。
  - 5月28日 - 第1回学園体育フェスティバル（運動会）開催。
- 2023年（令和5年）
  - 3月15日 - 第1回卒業証書授与式挙行。[6]
  - 3月24日 - 最初の修了式と離任式挙行。

## 教育理念
- 自主 - 主体的に深く考える
- 友愛 - 認め合い高め合う
- 創造 - 挑戦自ら歩む

## 部活動・同好会
- 男子バスケットボール部
- 女子バスケットボール部(休部中)
- サッカー部
- 女子バドミントン部
- 吹奏楽部
- 美術イラスト同好会
- 英語国際交流同好会

(2024年6月18日現在。)

## 学校教育目標
- 学校・家庭・地域で学び育む
- 夢をもって挑戦し続ける子供を育成する

## 通学区域
通学区域は以下の通り
- 帯広市
  - 大空町、空港南町、南の森

## 近在の施設
- 帯広の森運動公園
- 陸上自衛隊帯広駐屯地
- 帯広畜産大学

## アクセス
- JR北海道根室本線帯広駅
  - 十勝バス大空団地線に乗車し、「大空8丁目」で下車

## 参考資料
- 帯広市立大空中学校 適正規模の確保等に関する実施計画 平成31年2月 帯広市教育委員会